# Carnaval de Santa Cruz do Sul
Santafolia como é conhecido o carnaval da cidade de Santa Cruz do Sul no Rio Grande do Sul é realizado anualmente. Os desfiles ocorrem no Parque da Oktoberfest.

## AECSCS
A Associação das Entidades Carnavalescas de Santa Cruz do Sul é a entidade responsável pela organização dos desfiles junto com a prefeitura da cidade. A associação congrega as cinco escolas de samba da cidade: Acadêmicos do União, Imperadores do Ritmo, Imperatriz do Sol, Império da Zona Norte e Unidos de Santa Cruz.

## Escolas
- Acadêmicos do União, a mais antiga entidade do município. Fundada em 1 de julho de 1923, conquistou em 25 oportunidades o carnaval de sua cidade.[4]
- Imperadores do Ritmo, fundada em 14 de março de 2005, não foi campeã nenhuma vez.
- Imperatriz do Sol, fundada em 18 de fevereiro de 1995; venceu sete vezes o carnaval.
- Império da Zona Norte, fundada em 14 de março de 2002; venceu sete vezes.
- Unidos de Santa Cruz,  fundada no dia 8 de junho de 1991.venceu duas vezes [5]

## Campeãs
| Ano                                    | Campeã                | Ref.          |
| -------------------------------------- | --------------------- | ------------- |
| 1998                                   | Imperatriz do Sol     | [ 6 ]         |
| Em 1999 ocorreu desfile sem avaliação. |                       |               |
| 2000                                   | Unidos de Santa Cruz  | [ 7 ]         |
| 2001                                   | Imperatriz do Sol     | [ 8 ]         |
| 2002                                   | Imperatriz do Sol     | [ 9 ]         |
| 2003                                   | Unidos de Santa Cruz  | [ 10 ]        |
| 2004                                   | Imperatriz do Sol     | [ 11 ]        |
| 2005                                   | Imperatriz do Sol     | [ 12 ]        |
| 2006                                   | Império da Zona Norte | [ 12 ]        |
| 2007                                   | Império da Zona Norte | [ 13 ]        |
| 2008                                   | Império da Zona Norte | [ 14 ]        |
| Em 2009 ocorreu desfile sem avaliação. |                       |               |
| 2010                                   | Império da Zona Norte | [ 16 ]        |
| 2011                                   | Imperatriz do Sol     | [ 17 ] [ 18 ] |
| 2012                                   | Império da Zona Norte | [ 19 ]        |
| 2013                                   | Império da Zona Norte | [ 20 ]        |
| 2014                                   | Império da Zona Norte | [ 21 ]        |
| 2015                                   | Imperatriz do Sol     | [ 22 ]        |
| 2016                                   | Acadêmicos do União   | [ 23 ] [ 24 ] |